# Genlisea aurea
Genlisea aurea este o specie de plante carnivore din genul Genlisea, familia Lentibulariaceae, ordinul Lamiales, descrisă de A. St. Hil.. Conține o singură subspecie: G. a. minor.

## Galerie

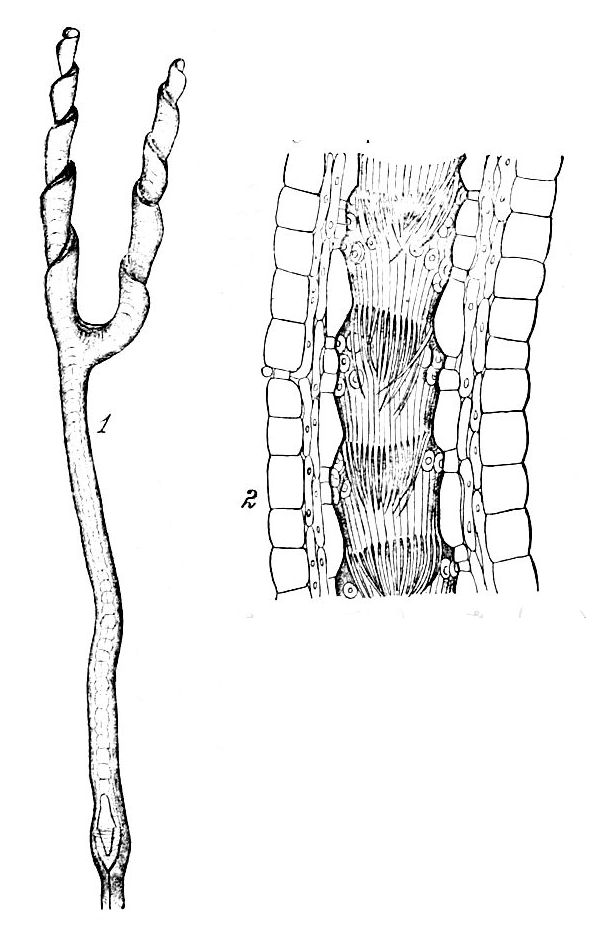